# Flower of Scotland
Flouer o Scotland (pol. Kwiat Szkocji, ang. Flower of Scotland, szkocki gaelicki: Flùr na h-Alba) – pieśń patriotyczna używana jako hymn narodowej drużyny rugby i piłki nożnej, a także reprezentacji Szkocji podczas Igrzysk Wspólnoty Narodów. Flouer o Scotland to jedna z kilku pieśni funkcjonujących jako nieoficjalne hymny narodowe Szkocji. Towarzyszy lokalnym uroczystościom, festynom i zawodom sportowym. Został napisany przez Roya Williamsona i po raz pierwszy wykonany w 1967 roku.
Tekst hymnu odnosi się do zwycięskiej dla Szkotów bitwy pod Bannockburn z 1314 roku, kiedy oddziały dowodzone przez Roberta I de Bruce pokonały ciężkie rycerstwo Edwarda II, otwierając tym drogę do niepodległości Szkocji.
Powszechną praktyką jest dodawanie po wersie: And stood against him (Stanąłeś przeciw niemu) okrzyku Against who? (Przeciw komu?) przed wersem Proud Edward’s army (Armii butnego Edwarda), a po wersie And sent him homeward (I posłałeś go do domu) wydawany jest okrzyk Whit fur? [What for] (Po co?), po czym następuje wers Tae think again. (Żeby mu dać do myślenia.)
| wersja scots O Flouer o Scotland, Whan will we see, Yer like again, That focht and dee’d for, Yer wee bit Hill an Glenn, An stuid agin him, Prood Edward’s Airmie, An sent him hamewart, Tae think again. The Hills is bare nou, An Autumn leafs, Lies thick an still, Ower land that is tint nou, That thae sae darlie held, That stuid agin him, Prood Edward’s Airmie, An sent him hamewart, Tae think again. Thir days is past nou, An in the past, Thay mun remain, But we can aye rise nou, An be the naition again, That stuid agin him, Prood Edward’s Airmie, An sent him hamewart, Tae think again. | wersja angielska O Flower of Scotland, When will we see Your like again, That fought and died for, Your wee bit Hill and Glen, And stood against him, Proud Edward’s Army, And sent him homeward, Tae think again. The Hills are bare now, And Autumn leaves lie thick and still, O’er land that is lost now, Which those so dearly held, That stood against him, Proud Edward’s Army, And sent him homeward, Tae think again. Those days are past now, And in the past they must remain, But we can still rise now, And be the nation again, That stood against him, Proud Edward’s Army, And sent him homeward, Tae think again. | wersja szkocka gaelicka O Fhlùir na h-Alba, cuin a chì sinn an seòrsa laoich a sheas gu bàs 'son am bileag feòir is fraoich, a sheas an aghaidh feachd uailleil Iomhair 's a ruaig e dhachaidh air chaochladh smaoin? Na cnuic tha lomnochd 's tha duilleach Foghair mar bhrat air làr, am fearann caillte dan tug na seòid ud gràdh, a sheas an aghaidh feachd uailleil Iomhair 's a ruaig e dhachaigh air chaochladh smaoin. Tha 'n eachdraidh dùinte ach air dìochuimhne chan fheum i bhith, is faodaidh sinn èirigh gu bhith nar Rìoghachd a-rìs a sheas an aghaidh feachd uailleil Iomhair 's a ruaig e dhachaidh air chaochladh smaoin. | wersja polska O kwiecie Szkocji, Kiedy zobaczymy, Cię ponownie, Któryś walczył i umarł za, Twe małe wzgórza i doliny, I stałeś przeciwko niemu, Dumnej armii Edwarda, I posłałeś go do domu, By pomyślał jeszcze raz. Wzgórza są teraz nagie, Liście jesieni, Leżą grubą i cichą warstwą, Nasz kraj jest już stracony, Ten tak drogo przez nas trzymany, Który stanął przeciwko niemu, Dumnej armii Edwarda, I posłał go do domu, By pomyślał jeszcze raz. Te dni są już przeszłością, I w przeszłości, Muszą trwać, Ale nadal możemy teraz powstać, I być tym krajem ponownie, Który stanął przeciwko niemu, Dumnej armii Edwarda, I posłał go do domu, By pomyślał jeszcze raz. |